# 卡拉曼里人

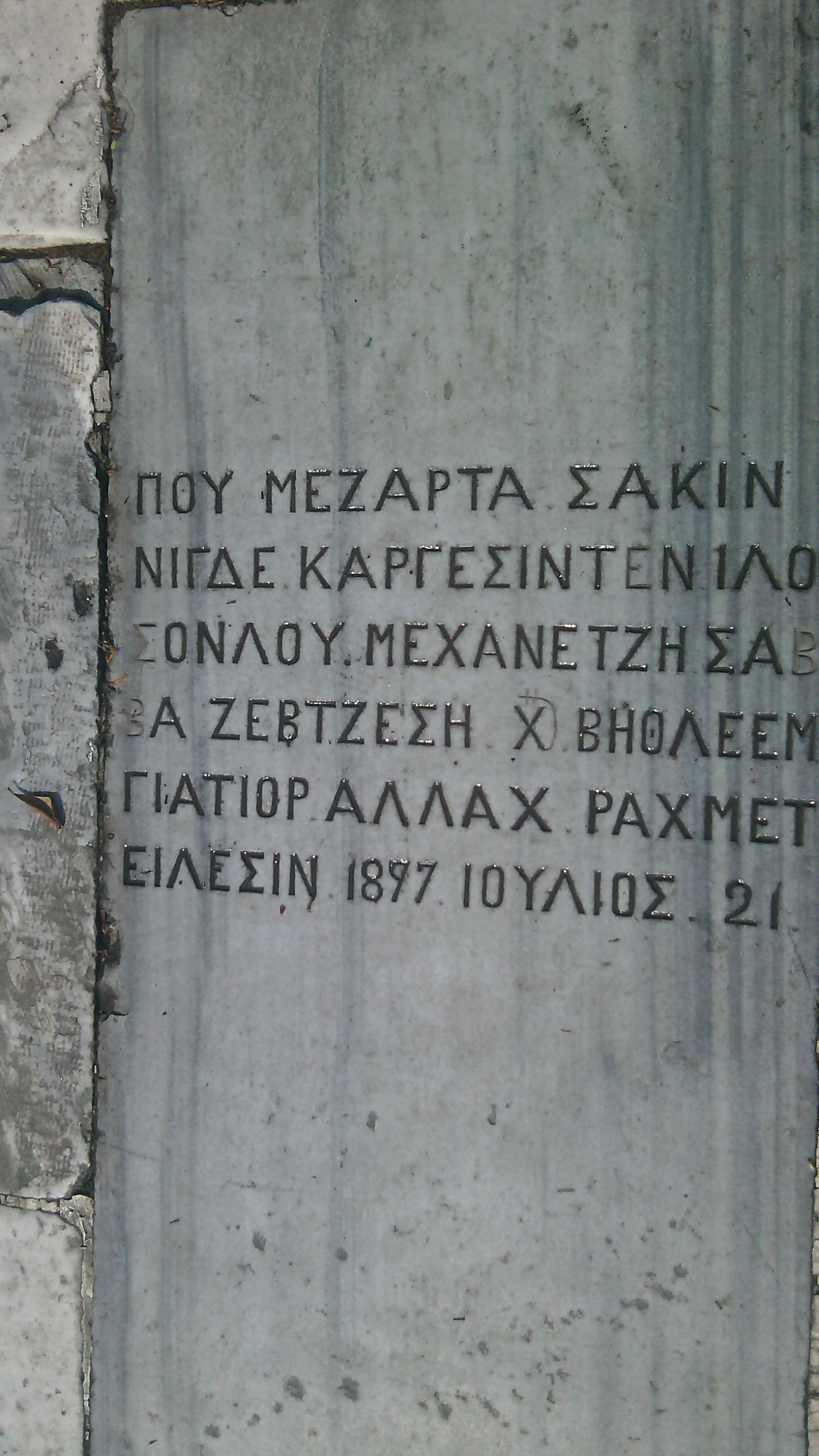
卡拉曼里人用希腊字母书写土耳其语，该图中为一卡拉曼里人的墓志铭，语言为土耳其语。

卡拉曼里人（土耳其語：Karamanlılar），是一個分布於土耳其安納托利亞中部卡拉曼和卡帕多細亞的土耳其語東正教族群，現在他們多生活在希臘，也有一些生活在西歐和北美。

## 詞源
卡拉曼里人是安納托利亞中部操土耳其语的希臘東正教徒，卡拉曼里人的名稱一開始是指居住於卡拉曼與卡拉曼省的當地人民。但是他們在1923年希臘土耳其人口互換被遣回希臘，住處由當地穆斯林入居。

## 語言
卡拉曼里人說的語言是土耳其語的方言卡拉曼里語，有大量的希臘語借字，並用希臘文書寫。

## 起源
他們的起源有兩個說法：
1. 根據第一個理論，他們是塞爾柱突厥士兵，後成為僱傭兵，被拜占廷皇帝安置在此地區。
2. 另一個說法，他們是當地希臘人直接後裔，儘管語言上被突厥化但仍保留東正教的信仰，但他們也沒把自己當成希臘人。

多數卡拉曼里人在1923年希臘土耳其人口互換被送回希臘，估計有400000人被送回希臘。

## 文化
卡拉曼里人擁有獨特的東正教與鄂圖曼伊斯蘭混合文化，在哲學，宗教著作，小說和歷史文本尤其有影嚮力。
他們在19世紀後期的抒情詩多是描述希臘和土耳其政府對自己漠不關心，以及說土耳其語的希臘人的精神混亂。